# Julian Bailey
Julian Terence Bailey (Woolwich, Londres, 9 de octubre de 1961) es un expiloto de automovilismo británico. Corrió para los equipos Tyrrell y Lotus en Fórmula 1, en 1988 y 1991, respectivamente.

## Carrera
Pese a haber nacido en el Reino Unido, se crio en España. En 1986, fue a Fórmula 3000 con el equipo GA Motorsport Lola, con el cual ganó su tercera carrera en la categoría. Esto llamó la atención de Ken Tyrrell, que contrató a Bailey para competir en su equipo de Fórmula 1 en la temporada siguiente. El monoplaza no fue nada competitivo y no consiguió ningún punto. En 1989 se incorporó a la fábrica de automóviles deportivos de Nissan, y en 1991 volvió a F1 con Lotus. Finalizó sexto en el Gran Premio de San Marino, pero después del Gran Premio de Mónaco lo echaron del equipo. Durante su carrera en Fórmula 1 participó en veinte Grandes Premios, clasificándose en siete de ellos y consiguiendo un punto.
Dos años más tarde fichó por el equipo Toyota del Campeonato Británico de Turismos, finalizando 5º en el campeonato. En el año 2000 ganó el Campeonato FIA GT.

## Vida personal
Es padrastro de Jack Clarke, también piloto que compitió en Fórmula 2 entre 2009 y 2011. Participó en el programa Top Gear, como el personaje The Stig.

## Resultados

### Fórmula 1
(Clave) (negrita indica pole position) (cursiva indica vuelta rápida)

| Año     | Escudería                   | 1       | 2       | 3       | 4       | 5       | 6     | 7       | 8      | 9       | 10      | 11      | 12     | 13      | 14      | 15     | 16      | Pos. | Puntos |
| ------- | --------------------------- | ------- | ------- | ------- | ------- | ------- | ----- | ------- | ------ | ------- | ------- | ------- | ------ | ------- | ------- | ------ | ------- | ---- | ------ |
| 1988    | Tyrrell Racing Organisation | BRA DNQ | SMR Ret | MON DNQ | MEX DNQ | CAN Ret | USE 9 | FRA DNQ | GBR 16 | GER DNQ | HUN DNQ | BEL DNQ | ITA 12 | POR DNQ | ESP DNQ | JPN 14 | AUS DNQ | NC   | 0      |
| 1991    | Team Lotus                  | USA DNQ | BRA DNQ | SMR 6   | MON DNQ | CAN     | MEX   | FRA     | GBR    | GER     | HUN     | BEL     | ITA    | POR     | ESP     | JPN    | AUS     | 23.º | 1      |
| Fuente: |                             |         |         |         |         |         |       |         |        |         |         |         |        |         |         |        |         |      |        |